# ダグラス ドルフィン

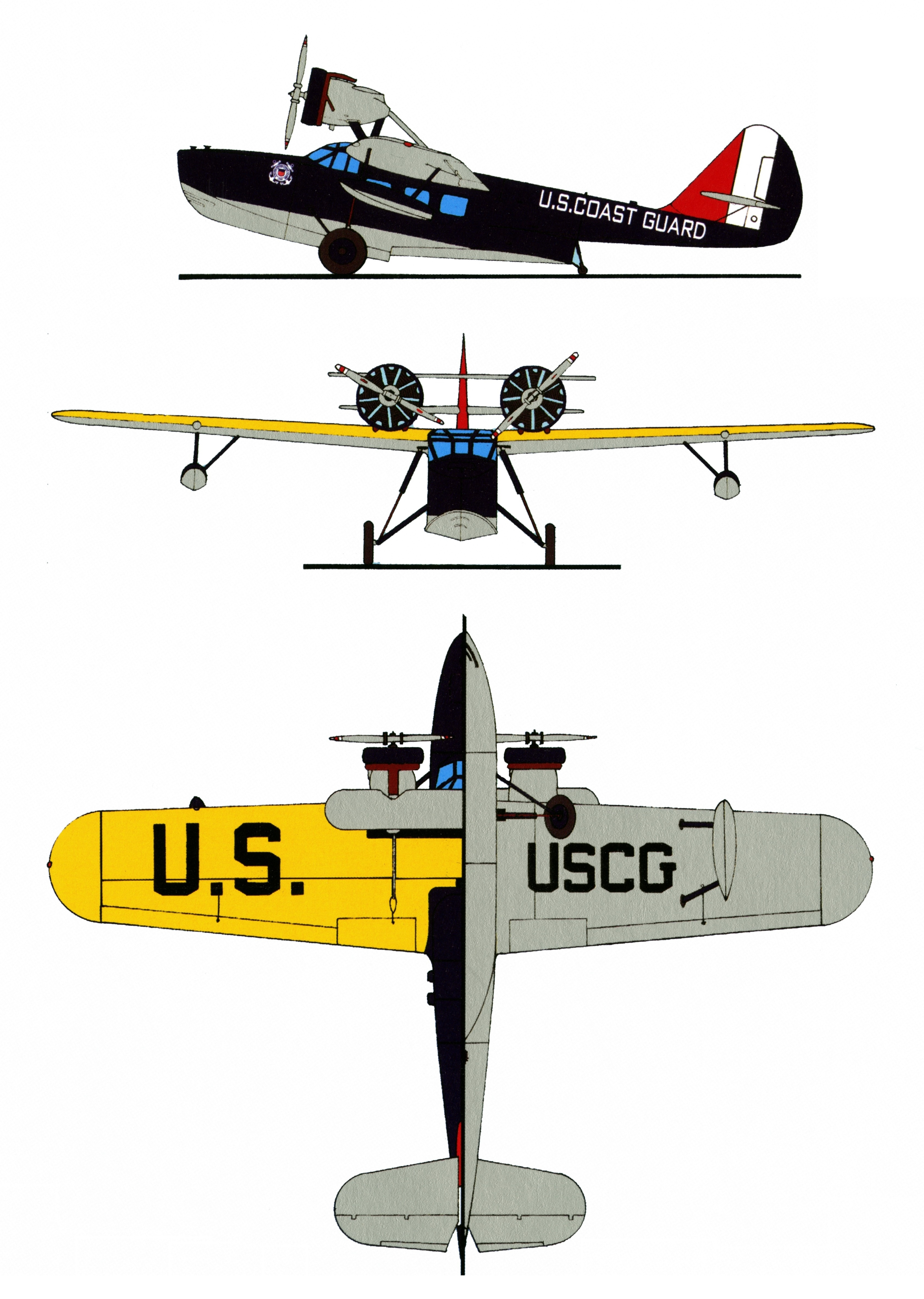
ダグラス ドルフィン

ドルフィン
沿岸警備隊のRD-2。1932年6月。
- 用途：多目的飛行艇
- 製造者：ダグラス・エアクラフト
- 運用者： アメリカ合衆国（アメリカ海軍　アメリカ沿岸警備隊）ほか
- 初飛行：1930年7月 (シンドバッド)
- 生産数：58機[1]
- 運用開始：1931年

ダグラス ドルフィン（英: Douglas Dolphin）は1930年代にダグラス・エアクラフトが開発した水陸両用機である。58機が製造され、個人向け用途や民間航空路、軍用輸送機、海難救助機として使用された。

## 概要
ドルフィンの原型は1930年に製造されたシンバッドで、これは陸上運用用の車輪を持たない純粋な飛行艇だった。シンバッドは個人向けの高級エア・ヨットとしての需要を狙って企画されたが、おりからの大恐慌から需要はなく、沿岸警備隊に売却された。
ダグラスはシンドバッドを1931年に水陸両用に改良して、ドルフィンと改名したが、それだけでなく他にも多数の改良が行われ、全長は1フィート以上長くなり、尾翼やエンジンナセルや主翼も変更があった。最初の2機はウィルミントン・カタリナ航空に売られ、ロサンジェルスとサンタカタリナ間に就航し、ダグラス機を使った最初の民間航空会社となった。引き続きアメリカ海軍と沿岸警備隊からの注文を得て、輸送、捜索、救難機として使用された。アメリカ陸軍航空隊も数機を購入し C-21、 C-26、 C-29の制式名で使用した。
個人向けのエア・ヨットとしても多くが売れ、ユーザーには、ボーイング社を設立したウィリアム・ボーイングや、チューインガム会社の創業者の息子のフィリップ・リグビーがいる。ウィリアム・キッサム・ヴァンダービルト2世は内装を特注した2機を購入して、彼が所有していたヨットのアルバ（Alva）を母艦にして運用した。
アメリカ海軍はフランクリン・ルーズベルト大統領が搭乗するための機体として1機を購入した。結局、ルーズベルト大統領が搭乗することはなかったが、最初の大統領専用機となった。